# Eucoptocnemis dapsilis
Eucoptocnemis dapsilis là một loài bướm đêm trong họ Noctuidae.